# Amministratori di Fiume

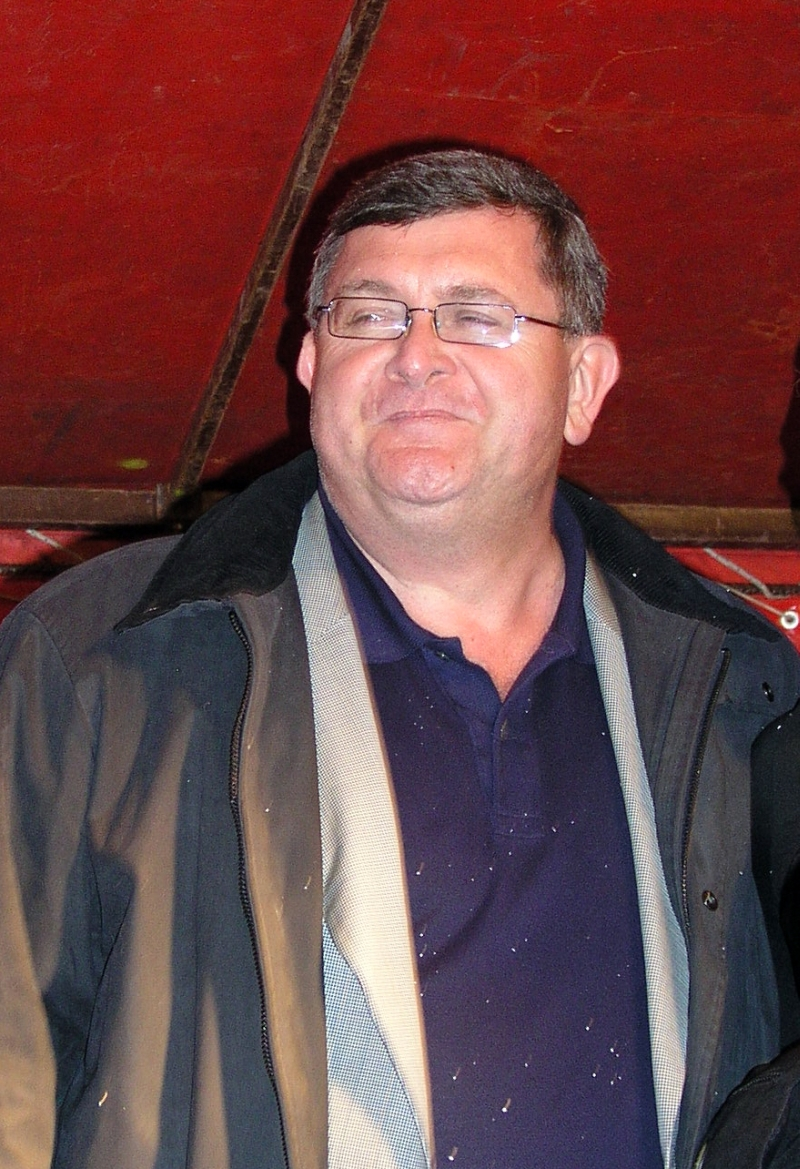
Vojko Obersnel, l'attuale sindaco di Fiume dal 2000 al 2021

## I podestà di Fiume prima del 1948
- Giuseppe Agostino Tosoni (podestà nel 1848, quando le truppe croate presero la città con la forza)
- Giovanni de Ciotta (dal 1872 al 1896)
- Michele Maylender (dal 1897 al 1899)
- Antonio de Vallentsits (dal 1899 al 1900)
- Michele Maylender (1901)
- Francesco Vio (dal 1902 al 1913)
- Antonio Vio (podestà nel 1918)
- Salvatore Bellasich (nominato commissario straordinario dopo Gigante nel 1921)

## Impero austro-ungarico (1867-1918)

### Corpus separatum della Città di Fiume e dintorni (Regno d'Ungheria)
| Periodo          | Periodo          | Primo cittadino                              | Partito | Carica                       | Note |
| ---------------- | ---------------- | -------------------------------------------- | ------- | ---------------------------- | ---- |
| 6 aprile 1867    | 29 luglio 1870   | Ede Cseh de Szentkatolna                     |         | Commissario di nomina regia  |      |
| 29 luglio 1870   | 5 dicembre 1872  | conte József Zichy di Zich e Vásonkeö        |         | Governatore                  |      |
| 26 febbraio 1873 | 1º novembre 1883 | conte Géza Szapáry di Szapár                 |         | Governatore                  |      |
| 1º novembre 1883 | 6 marzo 1892     | Ágost gróf Zichy                             |         | Governatore                  |      |
| 6 marzo 1892     | 2 ottobre 1896   | Lajos gróf Batthyány de Nemetujvár           |         | Governatore                  |      |
| 2 ottobre 1896   | 14 luglio 1897   | barone Rezsö Abele di Lilienberg             |         | Governatore                  |      |
| 14 luglio 1897   | 23 novembre 1897 | Tibor Gaal de Hatvan                         |         | Governatore ad interim       |      |
| 23 novembre 1897 | 2 agosto 1903    | László gróf Szapáry de Szapár                |         | Governatore                  |      |
| 2 agosto 1903    | 10 dicembre 1903 | Tibor Gaal de Hatvan                         |         | Governatore                  |      |
| 10 dicembre 1903 | 17 febbraio 1905 | Ervin báró Roszner                           |         | Governatore                  |      |
| 17 febbraio 1905 | 17 ottobre 1905  | Tibor Gaal de Hatvan                         |         | Governatore                  |      |
| 17 ottobre 1905  | 26 dicembre 1905 | Pál gróf Szapáry de Szapár                   |         | Governatore                  |      |
| 26 dicembre 1905 | 24 aprile 1906   | Tibor Gaal de Hatvan                         |         | Governatore                  |      |
| 24 aprile 1905   | 29 aprile 1906   | György gróf Károlyi de Nagykároly            |         | Governatore                  |      |
| 24 maggio 1906   | 7 dicembre 1909  | Sándor gróf Nákó de Nagyszentmiklós          |         | Governatore                  |      |
| 7 dicembre 1909  | 13 novembre 1910 | István gróf Wickenburg de Capelló            |         | Governatore facente funzioni |      |
| 13 novembre 1910 | 31 luglio 1917   | István gróf Wickenburg de Capelló            |         | Governatore                  |      |
| 31 luglio 1917   | 28 ottobre 1918  | Zoltán Jekelfalussy de Jekel- és Margitfalva |         | Governatore                  |      |

## Sotto controllo alleato (1918)
| Periodo         | Periodo          | Primo cittadino                              | Partito | Carica           | Note |
| --------------- | ---------------- | -------------------------------------------- | ------- | ---------------- | ---- |
| 28 ottobre 1918 | 29 ottobre 1906  | Zoltán Jekelfalussy de Jekel- és Margitfalva |         | Governatore      |      |
| 29 ottobre 1918 | 17 novembre 1918 | Rikard Lenac                                 |         | Alto commissario |      |

## Occupazione italiana (1918-1920)
| Periodo         | Periodo          | Primo cittadino     | Partito | Carica                                               | Note |
| --------------- | ---------------- | ------------------- | ------- | ---------------------------------------------------- | ---- |
| 28 ottobre 1918 | 8 settembre 1920 | Antonio Grossich    |         | Presidente del Consiglio nazionale italiano di Fiume |      |
| 29 ottobre 1918 | 8 settembre 1920 | Gabriele D'Annunzio |         | Comandante                                           |      |

## Reggenza italiana del Carnaro (1920)
| Periodo          | Periodo          | Primo cittadino     | Partito | Carica                              | Note |
| ---------------- | ---------------- | ------------------- | ------- | ----------------------------------- | ---- |
| 8 settembre 1920 | 29 dicembre 1920 | Gabriele D'Annunzio |         | Primo Cancelliere                   |      |
| 29 dicembre 1920 | 31 dicembre 1920 | Riccardo Gigante    |         | Presidente del Consiglio municipale |      |

## Stato libero di Fiume (1920-1924)
| Periodo           | Periodo           | Primo cittadino     | Partito | Carica                                         | Note                                   |
| ----------------- | ----------------- | ------------------- | ------- | ---------------------------------------------- | -------------------------------------- |
| 30 dicembre 1920  | 27 aprile 1921    | Antonio Grossich    |         | Sindaco                                        |                                        |
| 27 aprile 1921    | 28 aprile 1921    | Riccardo Gigante    |         | Presidente provvisorio del distretto di Fiume  | Infoibato dall'OZNA nel 1945 a Castua. |
| 28 aprile 1921    | 13 giugno 1921    | Salvatore Bellasich |         | Presidente provvisorio del distretto di Fiume  |                                        |
| 1921              | 5 ottobre 1921    | Antonio Foschini    |         | Alto Commissario designato dal Re d'Italia     |                                        |
| 5 ottobre 1921    | 4 marzo 1922      | Riccardo Zanella    |         | Presidente                                     |                                        |
| 4 marzo 1922      | 9 marzo 1922      |                     |         | Comitato di difesa nazionale                   |                                        |
| 9 marzo 1922      | 16 marzo 1922     | Giovanni Giuriati   |         | Presidente provvisorio                         |                                        |
| 17 marzo 1922     | 17 settembre 1923 | Attilio Depoli      |         | Capo dello Stato provvisorio                   |                                        |
| 17 settembre 1923 | 16 marzo 1924     | Gaetano Giardino    |         | Governatore militare designato dal Re d'Italia |                                        |

## Regno d'Italia (1924-1943)
| Periodo | Periodo | Primo cittadino              | Partito                    | Carica  | Note                                                |
| ------- | ------- | ---------------------------- | -------------------------- | ------- | --------------------------------------------------- |
| 1930    | 1934    | Riccardo Gigante             | Partito Nazionale Fascista | podestà | Infoibato dall'OZNA nel 1945 a Castua.              |
| 1934    | 1938    | Carlo Colussi                | Partito Nazionale Fascista | podestà | Infoibato dall'OZNA nel 1945 a Karlovac o Tersatto. |
| 1940    | 1940    | Arturo Maineri de Meichsenau | Partito Nazionale Fascista | podestà |                                                     |

## Occupazione nazista (1943-1945)
| Periodo          | Periodo       | Primo cittadino | Partito                       | Carica  | Note                                                         |
| ---------------- | ------------- | --------------- | ----------------------------- | ------- | ------------------------------------------------------------ |
| 8 settembre 1943 | 3 maggio 1945 | Gino Sirola     | Partito Fascista Repubblicano | podestà | Condannato a morte da parte jugoslava e fucilato a Tersatto. |

## Jugoslavia (1947-1991)
| Periodo | Periodo | Primo cittadino    | Partito                          | Carica  | Note                                    |
| ------- | ------- | ------------------ | -------------------------------- | ------- | --------------------------------------- |
| 1948    | 1952    | Pietro Klausberger | Partito Comunista di Jugoslavia  | sindaco | Ultimo sindaco di nazionalità italiana  |
| 1952    | 1955    | Edo Jardas         | Lega dei Comunisti di Jugoslavia | sindaco | Primo sindaco di nazionalità croata     |
| 1962    | 1965    | Nikola Pavletić    | Lega dei Comunisti di Jugoslavia | sindaco |                                         |
| 1965    | 1969    | Dragutin Haramija  | Lega dei Comunisti di Jugoslavia | sindaco | Futuro primo ministro della Jugoslavia. |
| 1969    | 1974    | Neda Andrić        | Lega dei Comunisti di Jugoslavia | sindaco |                                         |
| 1974    | 1978    | Nikola Pavletić    | Lega dei Comunisti di Jugoslavia | sindaco |                                         |
| 1978    | 1982    | Vilim Mulc         | Lega dei Comunisti di Jugoslavia | sindaco |                                         |
| 1982    | 1982    | Sergije Lukež      | Lega dei Comunisti di Jugoslavia | sindaco |                                         |
| 1982    | 1984    | Josip Štefan       | Lega dei Comunisti di Jugoslavia | sindaco |                                         |
| 1984    | 1985    | Ivan Brnelić       | Lega dei Comunisti di Jugoslavia | sindaco |                                         |
| 1985    | 1987    | Zdravko Saršon     | Lega dei Comunisti di Jugoslavia | sindaco |                                         |
| 1988    | 1990    | Željko Lužavec     | Lega dei Comunisti di Jugoslavia | sindaco |                                         |

## Repubblica di Croazia (dal 1991)
| Periodo | Periodo   | Primo cittadino | Partito                              | Carica  | Note |
| ------- | --------- | --------------- | ------------------------------------ | ------- | ---- |
| 1990    | 1993      | Željko Lužavec  | Indipendente di Centrosinistra (SDP) | sindaco |      |
| 1993    | 2000      | Slavko Linić    | Partito Socialdemocratico di Croazia | sindaco |      |
| 2000    | 2021      | Vojko Obersnel  | Indipendente di Centrosinistra (SDP) | sindaco |      |
| 2021    | in carica | Marko Filipović | Partito Socialdemocratico di Croazia | sindaco |      |